# Guy Lavigne
Pas d'image ? Cliquez ici

a Compétitions nationales et continentales officielles uniquement.

b Matchs officiels uniquement.
Guy Lavigne, né le 7 décembre 1942 à Saint-Frajou, est un joueur de rugby à XIII international français évoluant au poste de talonneur dans les années 1960 et 1970.
Il évolue de nombreuses années au sein du RC Saint-Gaudens qui joue alors les premiers rôles dans le Championnat de France. Il remporte ainsi le titre en 1970, ainsi que le titre de la Coupe de France en 1973
Fort de ses performances en club, il côtoie l'équipe de France et compte une sélection officielle le 17 mars 1971 contre la Grande-Bretagne.

## Palmarès
- Collectif :
  - Vainqueur du Championnat de France : 1970 (Saint-Gaudens).
  - Vainqueur de la Coupe de France : 1973 (Saint-Gaudens).
  - Finaliste du Championnat de France : 1966, 1967, 1969, 1971 et 1972 (Saint-Gaudens).

### Détails en sélection
| 1. | 17 mars 1971 | Grande-Bretagne | 2-24 | Test-match | Deuxième ligne | - | - | - | - |